# José Maurício Nunes Garcia
José Maurício Nunes Garcia (Rio de Janeiro, 22 de setembre de 1767 - 18 d'abril de 1830) va ser un sacerdot i compositor brasiler de música erudita que va viure la transició entre el Brasil Colonial i l'Imperi del Brasil. És considerat un dels compositors més importants d'Amèrica del seu temps. Amb Francisco Manuel da Silva foren els primers compositors autòctons.